# Giorgio Bongiovanni
Giorgio Bongiovanni (ur. 5 września 1963 we Floridii) – włoski autor chrześcijańskich orędzi religijnych, stygmatyk.

## Życiorys

### Stygmaty
2 września 1989 podczas wizyty Sanktuarium w Fátimie, gdzie pojechał wiedziony wcześniejszą paranormalną wizją, miał popaść w ekstazę i doświadczyć widzenia Maryi. Według relacji świadków, w tym czasie na jego dłoniach pojawiły się stygmaty.
Odtąd zaczął doświadczać wizji Matki Bożej, która ma podawać mu nowe orędzia dotyczące losów świata.
2 września 1991 na jego stopach pojawiły się trwałe rany. 28 maja 1992 stygmat pojawił się na lewym boku. 26 lipca 1993 podczas pielgrzymki do Urugwaju otrzymał stygmat na czole w charakterystycznym kształcie krzyża.

### Kontrowersje
Stygmatyk głosi kontrowersyjne poglądy. Twierdzi, że za „cud słońca”, który miał miejsce 13 października 1917 na zakończenie objawień maryjnych w Fátimie, odpowiedzialne są niezidentyfikowane obiekty latające, a UFO to pojazdy pozaziemskich istot. Uważa, że ich część towarzyszy Jezusowi w jego duchowej misji na Ziemi.
Giorgio nie będąc osobą zależną od kościelnej hierarchii pozwala się filmować, fotografować i poddawać różnym testom medycznym. Pielgrzymuje do wielu krajów świata, głosząc orędzia religijne. W 1999 odwiedził Polskę.
Jego poglądy, nauki, objawienia i stygmaty nie są potwierdzone przez Kościół katolicki.
Bongiovanni twierdził, że została mu objawiona trzecia tajemnica fatimska, która jest znana tylko papieżowi i ostatniej z trójki dzieci, która miała objawienia, siostrze Łucji. Treścią trzeciej tajemnicy fatimskiej zdaniem Bongiovanniego miały być: rozłam w Kościele katolickim, wojna światowa jeśli człowiek się nie nawróci, powtórne przyjście Chrystusa na Ziemię oraz spotkanie z istotami z kosmosu. Wszystkie te przepowiednie miały zostać zrealizowane do roku 2012.